# Pristimantis muchimuk
Pristimantis muchimuk là một loài động vật lưỡng cư trong họ Strabomantidae, thuộc bộ Anura. Loài này được Barrio-Amorós, Mesa, Brewer-Carías, & McDiarmid mô tả khoa học đầu tiên năm 2010.